# Чегодаева, Мария Андреевна
Мари́я Андре́евна Чегода́ева (19 января 1931, Москва — 13 марта 2016, там же) — российский искусствовед, художественный критик, публицист, доктор искусствоведения (2005).

## Биография
Дочь известных историков искусств профессора А. Д. Чегодаева и Н. М. Гершензон-Чегодаевой, внучка филолога и литературоведа М. О. Гершензона, внучатая племянница пианиста и педагога А. Б. Гольденвейзера.
В 1956 году окончила Московский государственный художественный институт им. В. И. Сурикова, живописный факультет, выпускница театрально-декорационной мастерской под руководством М. И. Курилко.
В 1957 году она была направлена на работу художником в мастерскую главного художника подготовительного комитета VI Всемирного фестиваля молодежи и студентов в Москве Б.Г Кноблока.
С 1959 года — член Союза советских художников. Работала художником-постановщиком в театрах Москвы, Астрахани, Тулы, Пензы, Рязани, Калинина. Сотрудничала как художник-иллюстратор с издательствами «Детская литература» и «Художественная литература», одновременно выступая в печати как художественный критик и искусствовед.
Кандидат искусствоведения (1986, диссертация «Русская советская художественная иллюстрация 1955—1980 гг.»). Доктор искусствоведения (2005). Диссертация на соискание степени доктора искусствоведения «Духовный мир Хлебниковых — Митуричей. Петр Митурич и Вера Хлебникова. Жизнь и творчество».
Член-корреспондент (1997), действительный член (2001) Российской академии художеств. Член Президиума Российской академии художеств (2005).
Награждена медалью «Достойному», и орденом «За служение искусству» Российской академии художеств.
Многие труды М. А. Чегодаевой посвящены современному графическому искусству. Книга М. А. Чегодаевой «Послевоенная советская книжная графика» стала одним из основательных, фундаментальных научных трудов на эту тему. К числу наиболее значительных работ М. А. Чегодаевой относятся монографии о творчестве В. Минаева, Б. Басова, Д. Шмаринова, В. Фаворского, о династии Митуричей-Хлебниковых, академиках Российской академии художеств. М. А. Чегодаева является автором 30 книг, а также свыше 200 статей, посвященных советской и российской книжной графике.
20 февраля 2016 года Мария Андреевна попала в больницу после ожога, получив серьёзные повреждения верхней половины туловища в результате вспышки бытового газа на кухне Скончалась в больнице 13 марта 2016 года..

## Основные работы
Автор книг о современных художниках:
- «Владимир Минаев» (М., 1975),
- «Беньямин Басов» (М., 1983),
- «Книжное искусство СССР» в 2-х томах (М., 1983),
- «Феномен Глазунова и китч в современной советской живописи»
- «Пути и итоги» (М., 1989),
- «Китч, китч, китч» (М., 1990),
- «Алексей Шмаринов» (М., 1992),
- «Искусство, которое было» (М., 1997),
- «Дементий Алексеевич Шмаринов» (М., 1997),
- «Григорий Бенеционович Ингер. Моё детство» (М., 1997).
- «Владимир Андреевич Фаворский» (М., 2004).
- Чегодаева М. А. Заповедный мир Митуричей-Хлебниковых. Вера и Петр. — М.: Аграф, 2004. — ISBN 5-7784-0272-4.
- Чегодаева М. А. Мои академики. — М.: Галарт, 2007. — ISBN 978-5-269-01058-8.
- Чегодаева М. А. Искусство, которое было. Пути русской книжной графики 1917—1936. — М.: Галарт, 2012.
- «Сумерки разума» (B-r., 2013),
- Чегодаева М. А. Юрий Копейко. Книга памяти. — М.: ИЦ Москвоведение, 2013. — ISBN 978-5-905118-30-2.
- «Увидеть собственными глазами» (B-r., 2014),
- Чегодаева М. А. Искусство, которое было. Пути русской книжной графики 1936—1980. — М.: Галарт, 2014.
- Чегодаева М. А. «Зураб Церетели. Скульптура, живопись, эмаль, рисунок. — Bakar, Croatia: GlenArt d.o.o, 2015.
- Чегодаева М. А. Два лика времени (1939. Один год сталинской эпохи). — М.: Аграф, 2001. — ISBN 5-7784-0140-X.
- Чегодаева М. А. Соцреализм. Мифы и реальность. — М.: Захаров, 2003. — ISBN 5-8159-0277-2.